# Deudorix congoana
Deudorix congoana är en fjärilsart som beskrevs av Schultze och Aurivillius 1910/11. Deudorix congoana ingår i släktet Deudorix och familjen juvelvingar. Inga underarter finns listade i Catalogue of Life.